# Нгуханьшон

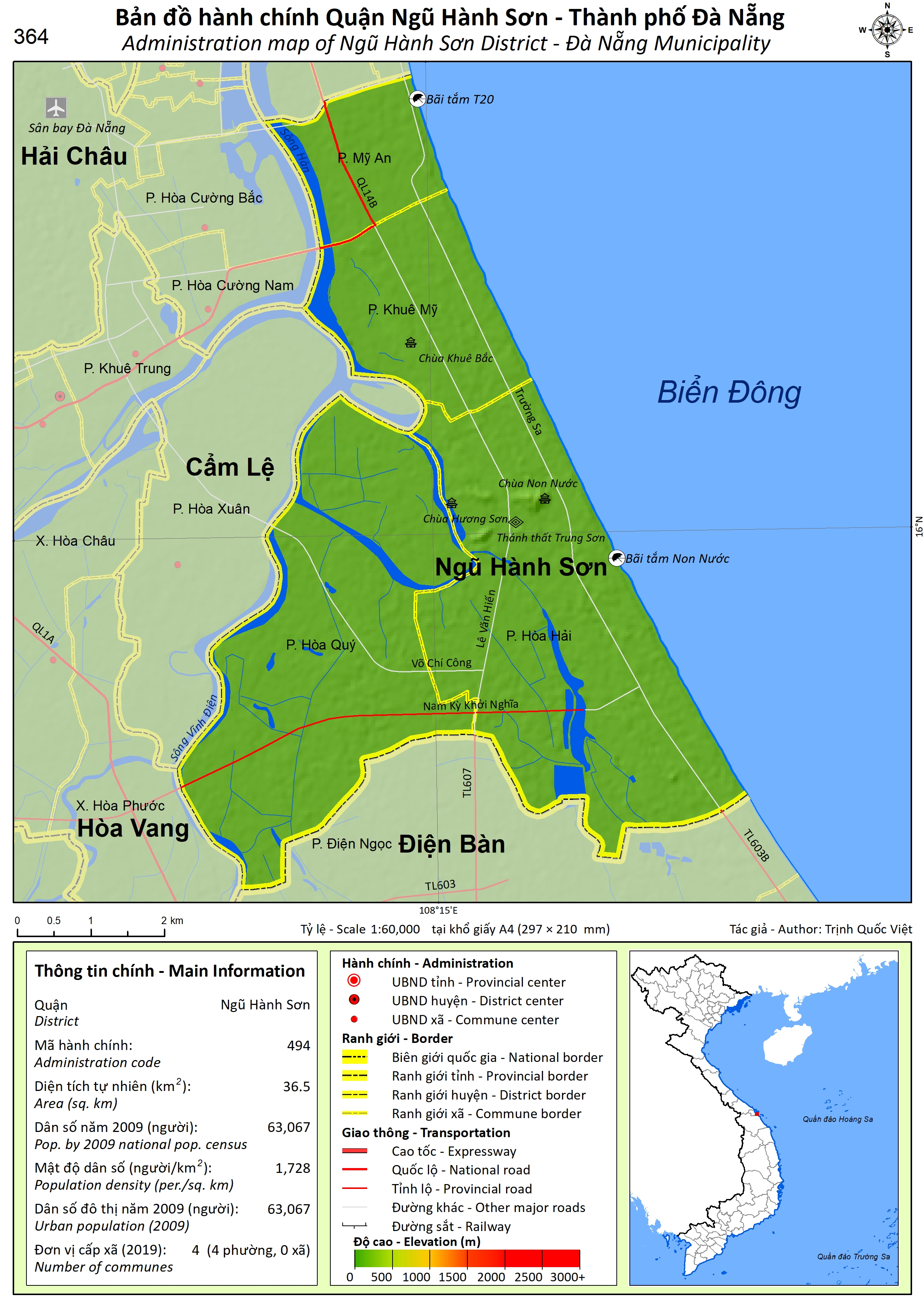
Административная карта района Нгуханьшон

Нгуханьшон (вьет. Ngũ Hành Sơn) — квартал города Дананг, Вьетнам. До 2025 года имел статус района.

## География

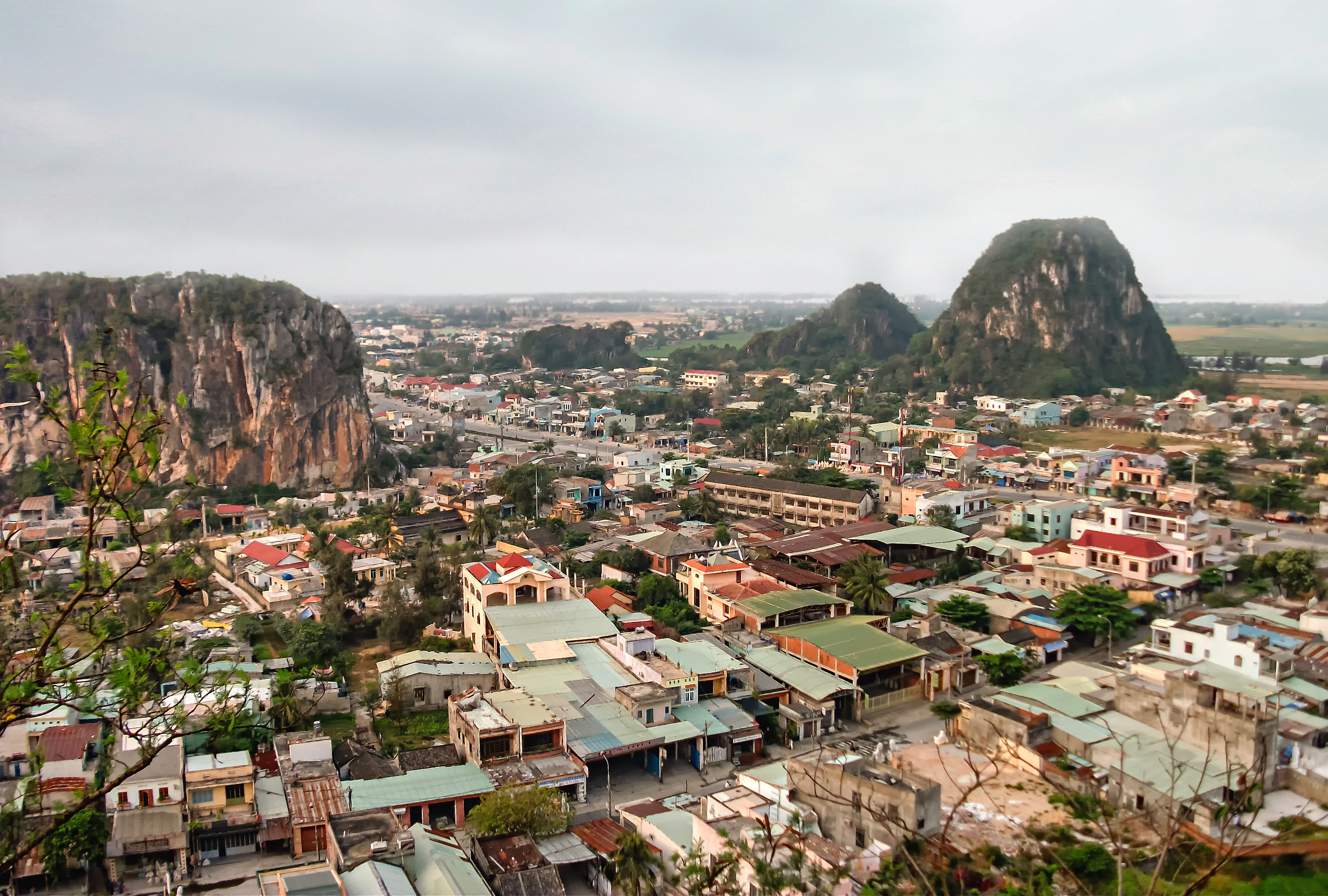

Район Нгуханьшон расположен на юго-востоке города Дананг и имеет следующие границы:
- На востоке омывается Южно-Китайским морем
- На западе граничит с районом Камле, на юго-западе — с уездом Хоаванг.
- На юге граничит с городом Дьенбан, провинция Куангнам.
- Граничит с районом Шонча на севере и районом Хайтяу на северо-западе.

Имеет площадь 37 км², население составляет 105 237 человек.

## История
23 января 1997 года Правительство издало Постановление № 07/1997/ND-CP по которому был создан район Нгуханьшон, вклюючивший в себя всю площадь района Бакмиан города Дананг и двух общин района Хоаванг — Хоакуи и Хоахай.
После создания район имел 3 672 га территории и 32 533 человека населения, и включал три квартала: Бакмиан, Хоакуи и Хоахай.
2 марта 2005 г. Правительство издало Постановление 24/2005/ND-CP, которым разделило Бакмиан на 2 квартала: Миан и Кхюэми.
В результате административной реформы с 1 июля 2025 года был преобразован в квартал, сохранив прежнюю территорию. Кварталы Миан, Кхюэми, Хоакуи и Хоахай, таким образом, были упразднены.

## Экономика

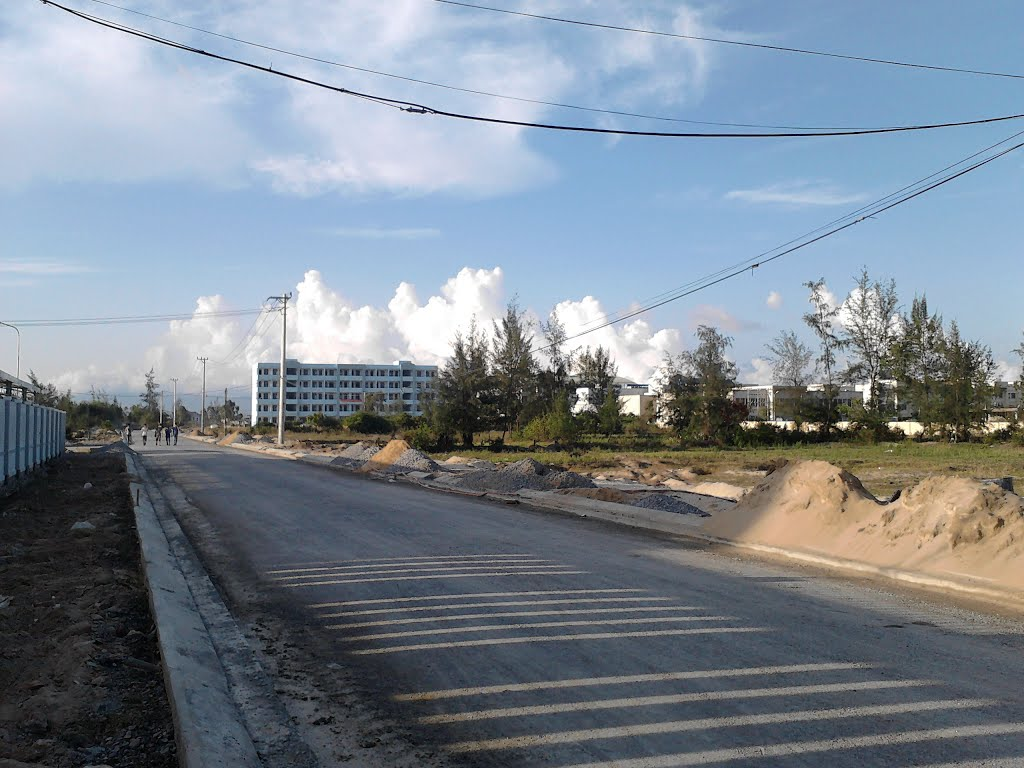
Улица в районе Нгуханьшон

- Район Нгуханьшон имеет длинную, чистую, красивую береговую линию, почти нетронутую и незагрязненную. Здесь находятся прекрасные пляжи Бакмиан, и Нонныок.
- В районе также находится аэропорт Ныокман, который был важной авиабазой во время войны во Вьетнаме.
- Расположенный на основной транспортной магистрали между городами Дананг и Хойан провинции Куангнам, район Нгуханьшон имеет выгодное расположение и условия для развития различных видов туризма и курортных отелей. Это также благоприятный район для развития и расширения городского пространства города на юго-восток.
- В настоящее время в районе района Нгуханьшон построен ряд высококлассных жилых комплексов.

## Образование
Некоторые университеты и колледжи, расположенные в районе Нгуханьшон:
- Данангский университет экономики

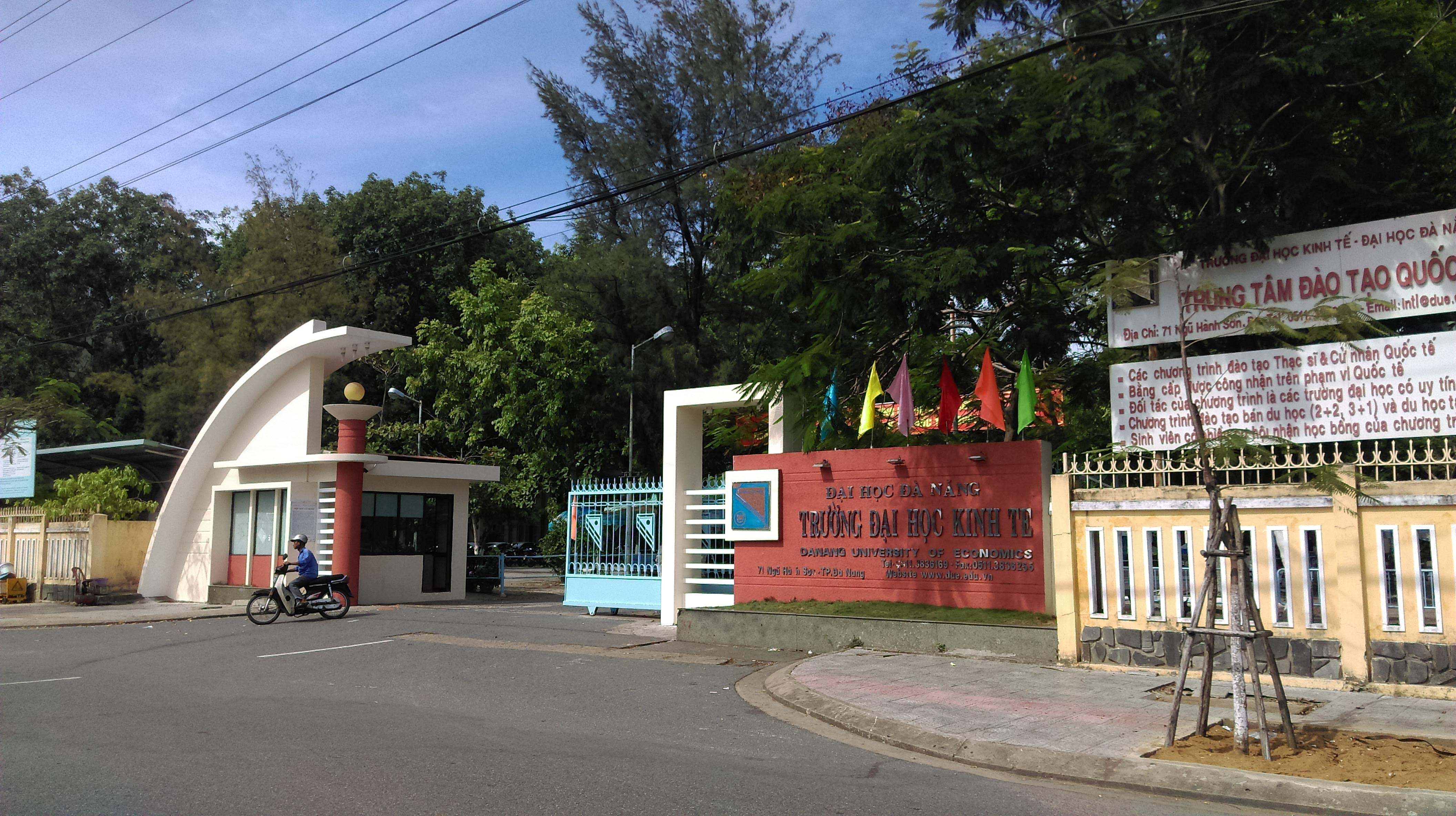

- Данангский университет медицинских технологий, кампус 2

- Университет Дананга
- Университет FPT

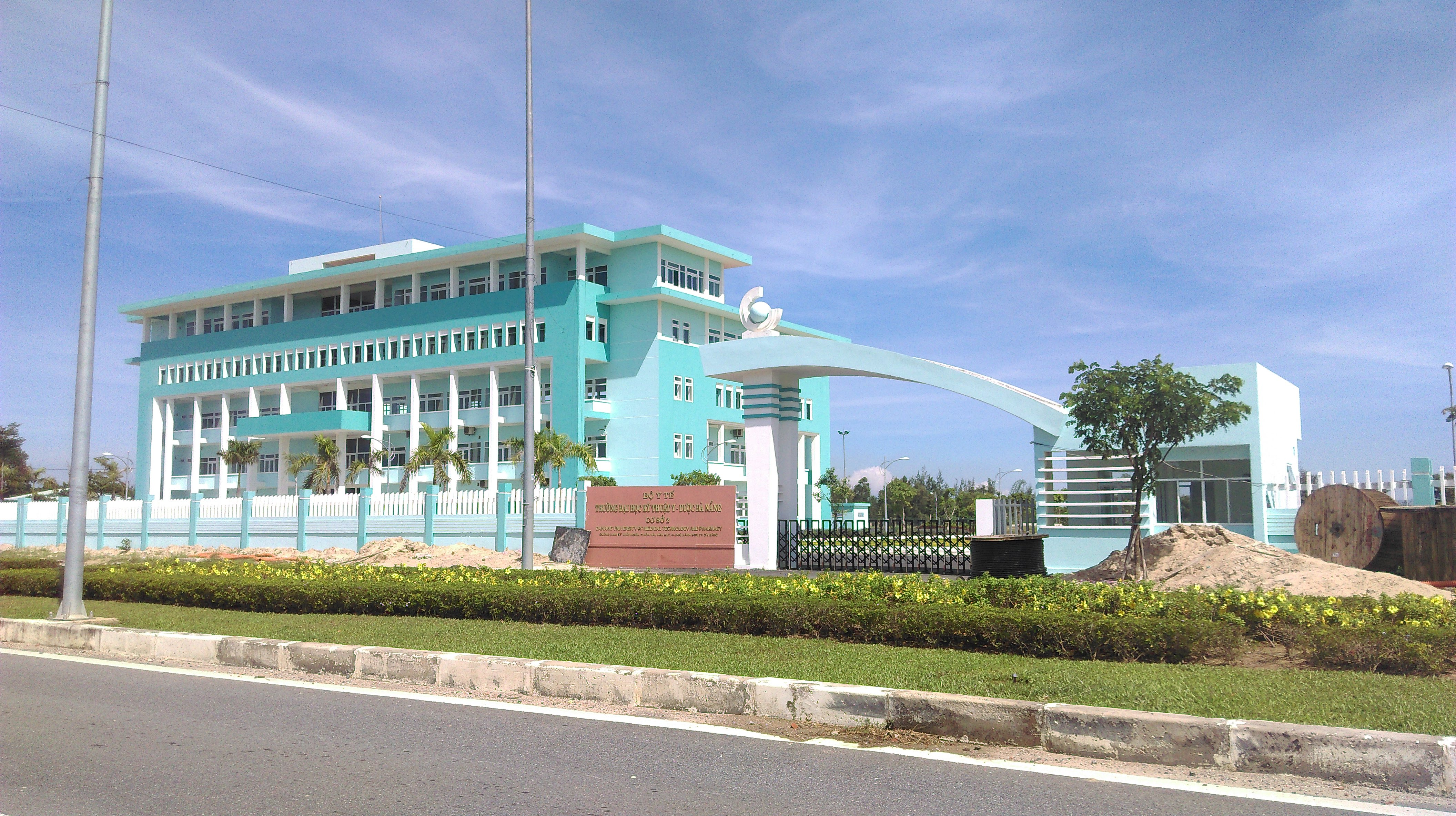

- Вьетнамско-корейский университет информационных и коммуникационных технологий
- Американский университет во Вьетнаме
- Данангский колледж культуры и искусств

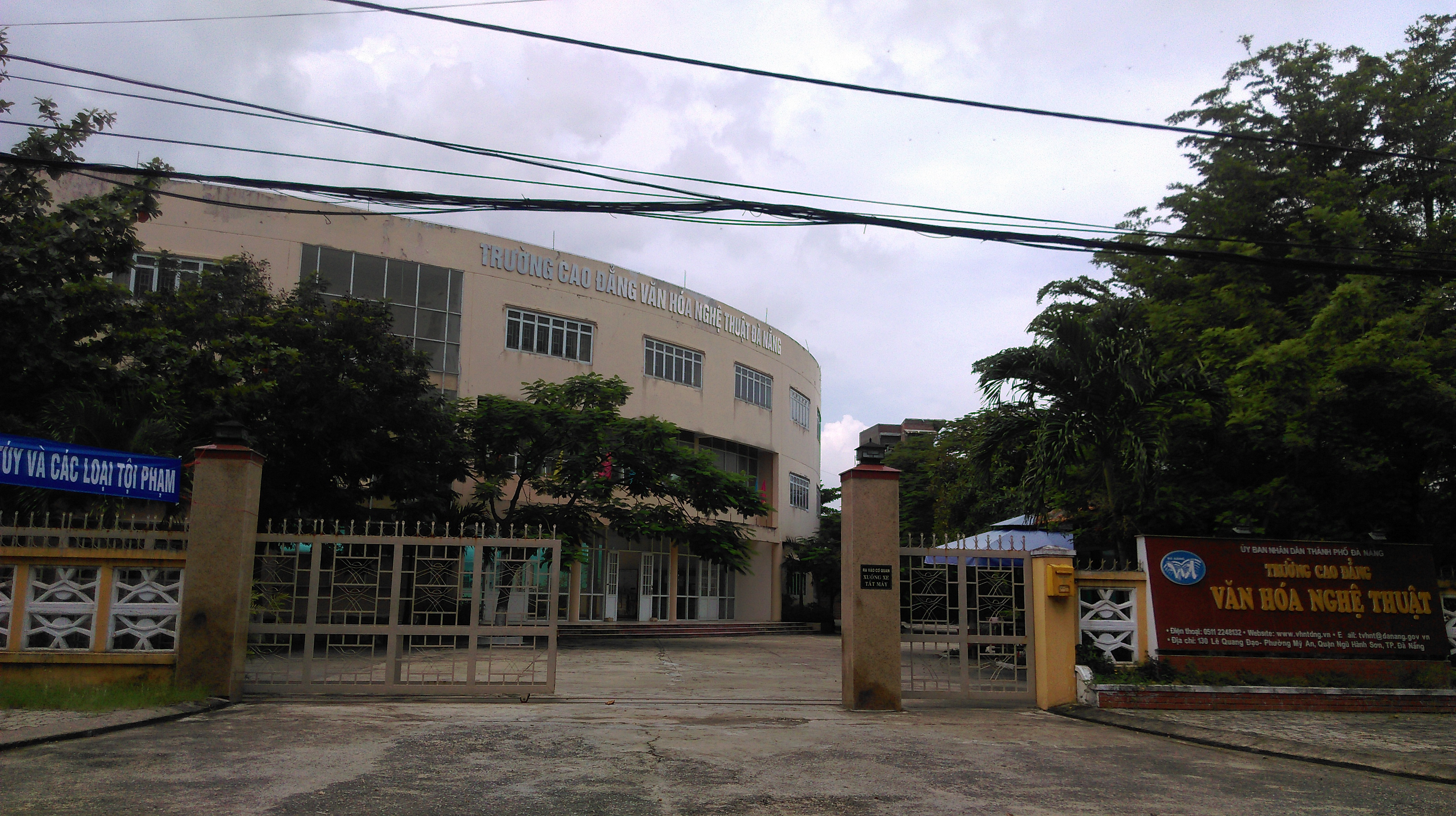

- Профессионально-техническое училище № 5

## Медицина
В районе расположены родильный дом и детская больница Дананга.

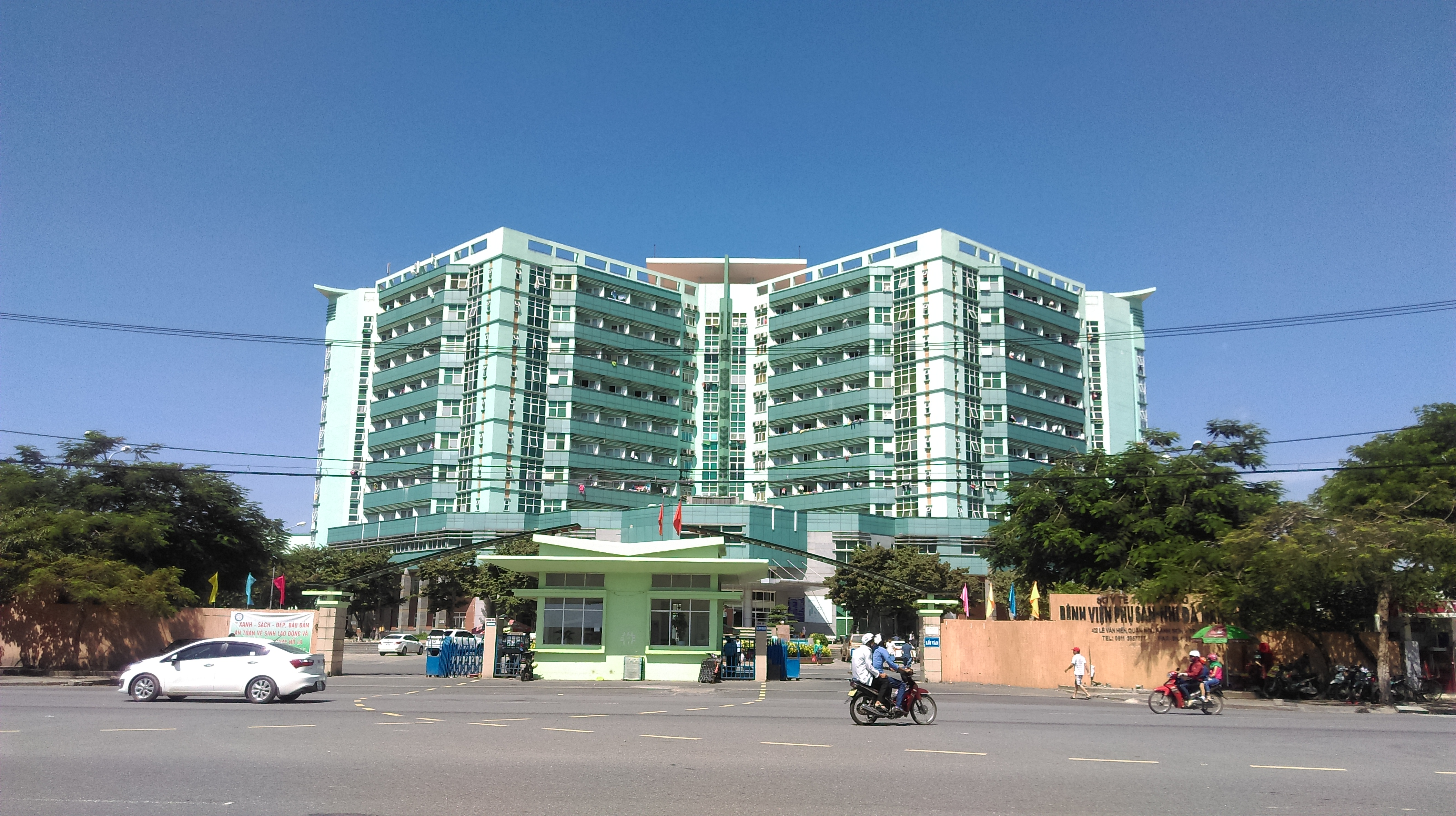